# نووکوچرگانوفکا
نووکوچرگانوفکا (به لاتین: Novokucherganovka) یک منطقهٔ مسکونی در روسیه است که در استان آستراخان واقع شده‌است.